# Sekmadienio futbolo lyga
La Sekmadienio futbolo lyga  o SFL è la quinta e ultima divisione del campionato lituano di calcio. È formata da quattro gironi ed è organizzata dalla LFF, la federcalcio lituana.
È stata fondata nel 2005.

## Squadre 2024

### SFL A
- Anykščiai
- Ave.Ko.
- Geležinis Vilkas
- Ketera
- Lentvaris
- Modulis-Nemenčinė
- Salininkai Vilnius
- TEC Vilnius
- Tėvynės Sąjunga
- VJFK Trakai

### SFL B
- Baltai Kaišiadorys
- Euforija-Tirola
- Granitas Senjorai
- Malanka Vilnius
- Medžiai 2
- Navigatoriai Old Boys
- Olandai Vilnius
- Ozas Vilnius
- Top Kickers DAligner

### SFL C
- A Komanda
- Baltoji Vokė
- Citus Futboliukas
- Imperialas Vilnius
- Katastrofa Vilnius
- Molėtai
- Ozo Tapyrai Vilnius
- Problema Vilnius
- Trivartis Vilnius
- Viesulas Vilnius

### SFL D
- Arpas Vilna
- Inter Nemenčinė-ZINA.pl
- Los Faveleros
- Mostiškės-Tonitra
- PILK Vilnius
- Reaktyvas Vilnius
- Skaidiškės
- Sviedinys
- Utenos Utena
- Užgiris
- Vova Vilnius
- Vėtra Rūdiškės

| Controllo di autorità | VIAF (EN) 126870044 |